# Austrochaperina rivularis
Austrochaperina rivularis és una espècie de granota que viu a Papua Nova Guinea i, possiblement també, a Indonèsia.